# خوليو روداس
خوليو روداس (بالإسبانية: Julio Rodas)‏ (9 ديسمبر 1966 بغواتيمالا - ) هو لاعب كرة قدم غواتيمالي في مركز الوسط، شارك في الألعاب الأولمبية الصيفية 1988. وشارك مع منتخب غواتيمالا لكرة القدم. أما مع النوادي، فقد لعب مع نادي كوميونيكيشنس وميونيسيبال ونادي سانتانيكوس أسوشيتد ونادي جالابا ‏ وAntigua GFC ‏.

## وصلات خارجية
- خوليو روداس على موقع الاتحاد الدولي (مؤرشف)  (الإنجليزية)
- خوليو روداس على موقع قاعدة بيانات كرة القدم.إي يو (الإنجليزية)
- خوليو روداس على موقع ناشيونال فوتبول تيمز (الإنجليزية)
- خوليو روداس على موقع أوليمبيديا (الإنجليزية)